# Klika Ma
Klika Ma nebo rodina Ma  je souhrnný název pro skupinu chuejských (muslimských čínských) vojevůdců v severozápadní Číně. Po dobu deseti let, od roku 1919 do roku 1928, ovládali provincie Čching-chaj, Kan-su a Ning-sia. Po pádu dynastie Čching v roce 1912 vládl oblasti čínský muslimský vojevůdce Ma Čchi až do roku 1928, kdy zde byla zavedena centrální moc Kuomintangu. Každá ze tří rodin kliky Ma (pojmenované "Ma", protože se jednalo o populární chuejský výklad běžného muslimského jména "Mohamed") vládla části provincií Kan-su, Ning-sia nebo Čching-chaj. Tři nejvýznamnější členové této kliky, známí jako Si-pej San Ma (čínsky 西北渉馬, Tři Ma ze severozápadu), byli Ma Pu-fang, Ma Chung-kchuej a Ma Chung-pin. Edgar Snow a další současníci popisovali skupinu jako "Čtyři Ma" (namísto "Tři Ma") a do svého žebříčku nejvyšších vojevůdců zahrnuli i Ma Pu-čchinga a Ma Pu-fangova bratra.  Mezi další známé členy patřili Ma An-liang, Ma Čchi, Ma Lin, Ma Chu-šan a Ma Čung-jing.

## Klika Ma

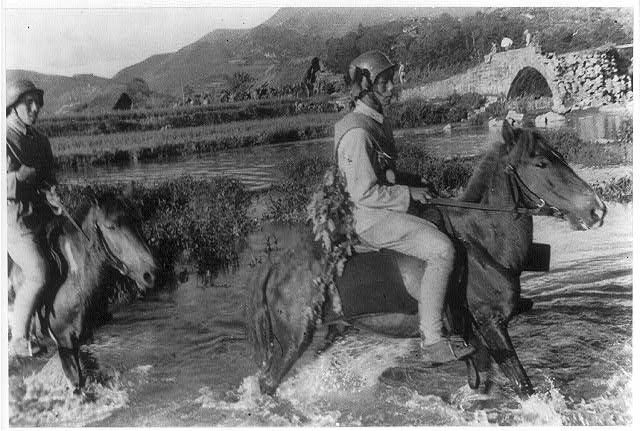
Muslimská rodina generála Ma Pu-fanga podporující Čankajškovu obranu a snahu odhalit korupci Feng Jü-sianga na severovýchodě země.

Všichni vojevůdci z kliky Ma byli generály ozbrojených sil Čínské republiky, která ovládala většinu pevninské Číny, dokud nad ní nepřevzala kontrolu komunistická Lidová osvobozenecká armáda. Kliku zpočátku tvořili muslimští generálové, kteří bojovali v armádě dynastie Čching - především v armádě Kan-su - a účastnili se boxerského povstání proti zahraničním vetřelcům. Jejich předkové ho vedli po dvě generace. 
Poté, co sinchajská revoluce svrhla Čchingy, přísahali generálové kliky Ma věrnost Čínské republice. Na rozdíl od Mongolů se chuejští Muslimové odmítli od republiky odtrhnout. Ma Čchi rychle využil svých vojenských a diplomatických pravomocí, aby donutil mongolskou a tibetskou šlechtu uznat Čínskou republiku za svého vůdce, a také poslal dopis prezidentu Jüan Š'-kchajovi. Dopis měl prezidenta ujistit, že Čching-chaj je bezpečně uvnitř republiky. Nápisy, které zněly "Ať žije vládnoucí císař" nahradil Ma Čchi nápisem "Ať žije Čínská republika".  Ma An-liang také souhlasil se vstupem do nové vlády Čínské republiky. 
Když se v rámci severního pochodu chopil moci Kuomintang, stali se válečníci kliky Ma členy Kuomintangu a jejich armády byly přejmenovány na divize Národní revoluční armády. Ning-hajská armáda kliky Ma pod vedením generála Ma Čchi byla přejmenována na 26. divizi Národní revoluční armády.
Během Kumulského povstání vedl Ma Čung-jing 36. divizi KMT v boji proti Ťin Šu-ženovi, prosovětskému guvernérovi Sin-ťiangu, a Sovětskému svazu během sovětské invaze do Sin-ťiangu. V bitvě u Kašgaru (1934) 36. divize také rozhodujícím způsobem porazila První Východoturkestánskou republiku.
Během čínsko-tibetské války byla armáda poražena jednotkami kliky Ma vedené Ma Pu-fangem. Ve snaze podmanit si tibetské kmeny v Čching-haji s nimi Ma Pu-fang vedl válku také během kuomintangské pacifikace této oblasti.
Ve druhé čínsko-japonské válce vedl Ma Chung-pin svůj 81. armádní sbor k vítězství nad Japonci v bitvě u Wu-jüanu, kde se muži kliky Ma postavili proti Japoncům. Ma Piao byl vyslán Ma Pu-fangem, aby zaútočil na japonské jednotky. Před 40 lety bojoval Ma Piao v boxerském povstání proti Alianci osmi národů.
Aby zastrašil a pomohl odstranit síly prosovětského guvernéra Šeng Š'-cchaje, dostal Ma Pu-fang ve 40. letech 20. století od Kuomintangu příkaz k invazi do Sin-ťiangu. Během povstání v Ili došlo také ke konfliktům mezi armádami kliky Ma a Druhé Východoturkestánské republiky. 

## Tři rodiny kliky Ma
Hlavou první rodiny byl Ma Ča-nao. Jeho dva syni Ma An-liang a Ma Kuo-liang se proslavili jako čchingští generálové. Později Ma An-liang dosáhl hodnosti generála v Čínské republice. Tři z pěti Ma An-liangových synů jsou neznámí. Další dva byli Ma Tching-žan a Ma Tching-sien, které lidový soud v roce 1962 nechal popravit. 
Ma Čchien-ling byl hlavou druhé rodiny. Ma Chung-pin a Ma Chung-kchuej byli bratranci. Jejich otcové Ma Fu-siang (马福祥) (1876-1932) a Ma Fu-lu (酬福绿) (1854-1901) byli nevlastní bratři a pocházeli z vesnice Jang-ču-šan (阳注山) ve městě Chan-ťi (nyní okresní město okresu Lin-sia). Otec Ma Fu-lua a Ma Fu-sianga, Ma Čchien-ling, byl drobný farmář a obchodník z Che-čou, který se dříve postavil na stranu Ma Čan-aoa, vůdce Velkého muslimského povstání z roku 1860. V roce 1872 se Ma Čchien-ling a Ma Čan-ao připojili k čchingské vládě; poté, co se mu dostalo uznání od vlády a měl obchodní úspěch, měl tři manželky a čtyři syny.  Ma Čan-ao byl otcem Ma Kuo-lianga a Ma An-lianga, dalších dvou vůdců kliky Ma.    Ma Čchien-ling měl řadu synovců, kteří zemřeli spolu s Ma Fu-luem při boxerském povstání .

Třetí rodinu založil Ma Chaj-jen. Ma Lin a Ma Čchi byli jeho dva syni. Ma Čchi pocházel z městečka Mo-ni-kou (漠泥沟乡) v okrese Lin-sia a měl dva syny, Ma Pu-čchinga a Ma Pu-fanga.  Jejich otec Ma Čchi (1869-1931) vládl dnešnímu území provincie Čching-chaj ze své základy v Si-ningu. Ma Pu-čching a Ma Pu-fang byli bratranci Ma Čung-jinga, který byl synovcem Ma Čchiho. Do rodiny patřil také Ma Chu-šan. Tato rodina vládla provincii Čching-chaj. Jedna generace této rodiny měla stejné rodové jméno 步 (Bù). Vnuci Ma Pu-fang, Ma Pu-čching, Ma Pu-Kchang, Ma Pu-luan a Ma Čung-jing (původně se jmenoval Ma Pu-jing) patřili do stejné generace a měli ve jménech společný znak "Pu". Všichni byli vnuci Ma Chaj-jena.

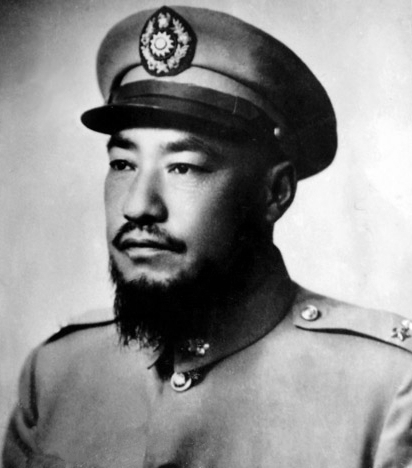
Ma Pu-fang
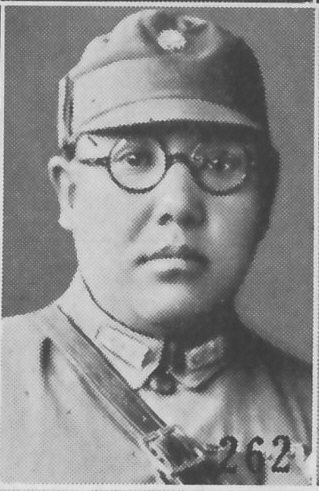
Ma Chung-kchuej
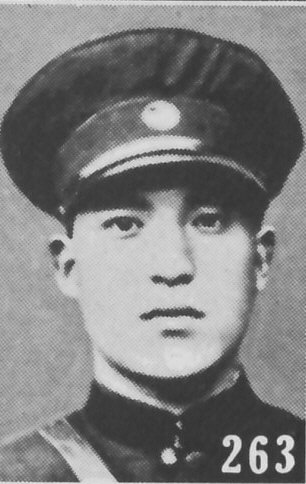
Ma Čung-jing
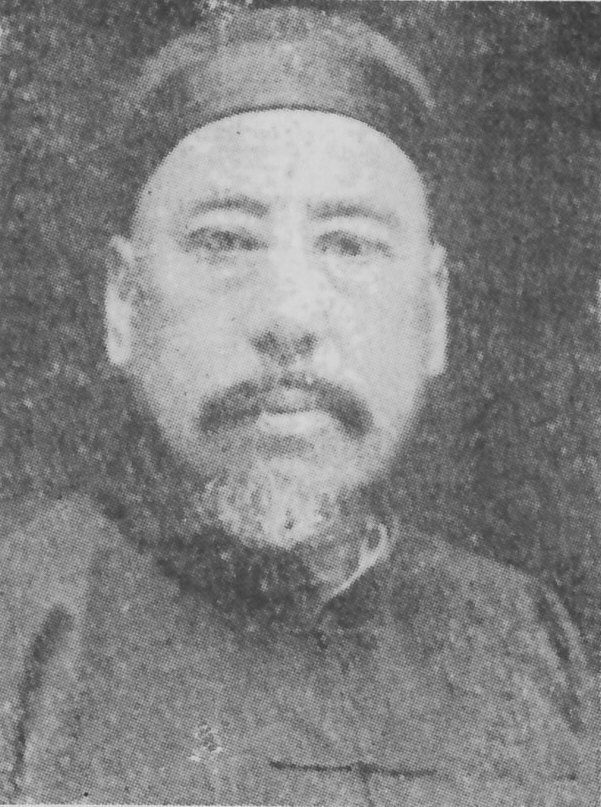
Ma Lin

## Historie
Základem kliky Ma byli důstojníci generála Tung Fu-sianga z dynastie Čching. Faktickou hlavou muslimů v severozápadní Číně byl generál Ma An-liang. 
Rod Ma převzal kontrolu nad oblastí během "Warlord" éry a postavili se nejprve na stranu Kuo-min-ťünu a poté Kuomintangu; během dlouhého pochodu bojovali proti rudé armádě a během druhé čínsko-japonské války proti Japoncům.
Klika Ma ovládala rozsáhlé území na severozápadě, včetně měst Si-ning a Che-čou. 
Dynastie Čching udělila Ma Pu-fangově rodině žlutou standartu, na které bylo uvedeno jméno rodiny "Ma". Ma Pu-feng tento prapor neustále používal v bitvách. 
Ma Pu-fang získal do své armády mnoho důstojníků Salarů z okresu Sün-chua, například Chan I-mu a generála Chan Jou-wena.
Během jednoho tažení proti komunistům v občanské válce v Kan-su, Čching-chaj a Ning-sia muslimští vojáci činili 31 000 osob. 
V posledních fázích čínské občanské války bojovala Ma na straně Kuomintangu a odolávala, dokud komunisté v srpnu 1949 (několik měsíců před vznikem Čínské lidové republiky) nezlikvidovali jejich jezdectvo a nedobyli Kan-su. Když dorazili komunističtí vojáci, přidal se Ma Chung-pin na stranu komunistů, protože měl malou možnost zvítězit. Byl jmenován místopředsedou provincie Kan-su, a později viceguvernérem. V roce 1960 zemřel v Lan-čou. Ma Chung-kchuej uprchl spolu s Kuomintangem na Tchaj-wan. Čínská republika proti němu vznesla obžalobu, načež se přestěhoval do USA, kde 14. ledna 1970 zemřel.
Ma Pu-fang se svým synem Ma Ťi-jüanem uprchli letadlem z Čching-chaj do Čchung-čchingu a následně do Hong Kongu . V říjnu 1949 na něj Čankajšek naléhal, aby se vrátil na severozápad a postavil se na odpor ČLOA, ale on se rozhodl ve jménu hadždže emigrovat do Saúdské Arábie s více než 200 příbuznými a podřízenými. Později působil jako první velvyslanec Čínské republiky v Saúdské Arábii.
Ma Linův nejstarší syn Ma Pu-žung po roce 1949 přeběhl ke komunistům a věnoval 10 000 jüanů na podporu čínských vojáků v korejské válce. Jeden z Ma Čcheng-siangových chuejských důstojníků, Ma Fu-čchen 馬輔臣 také přeběhl ke komunistům.  
Ma Kuo-liangův syn Ma Tching-pin se po přeběhnutí ke komunistům stal členem Čínské lidové politické poradní konference.